# Will Scarlet
Will Scarlet (ook wel Scarlett of Scarlock) is een personage uit de Robin Hood-legende en maakt deel uit van zijn Merry Men. Will is in de verhalen (ballades) een trouwe volgeling van Robin, hij wordt samen met Kleine Jan en Much, de Molenaarszoon al in de eerste ballades omtrent Robin Hood genoemd zoals in A Gest of Robyn Hode.
Vanwege de verwarring rondom de achternamen maken sommige auteurs er verschillende personages van. Zo schrijft Anthony Munday in zijn stuk The Downfall of Earl Robert of Huntingdon over Scarlet als Scathelock als neven van Robin. Howard Pyle voerde in zijn verhaal zowel Will Scarlet als Will Scathelock op als Robin Hoods volgelingen; ook wordt Will Stutely vermeld als een personage dat ook voor Will Scarlet kan doorgaan. Uit de verhalen op te maken zou Will een neef van Robin kunnen zijn.
Het volgende verhaal gaat hieraan vooraf en vertelt over Robins en Scarlets eerste ontmoeting. Op een dag liep een keurig geklede man door Sherwood Forest, toen hij opeens werd tegengehouden door Robin, die een tol wilde innen. De man weigerde en Robin daagde hem uit tot een gevecht. De jongeman trok vervolgens een boomstronk uit de grond en begon zonder vrees te vechten en al gauw versloeg hij Robin. Robin vroeg toen hoe de jongeman heette en hij antwoordde dat hij Gamwell heette en op zoek was naar Robin Hood, die een broer van zijn moeder zou zijn. Robin maakte daarna zijn identiteit bekend en Gamwell vertelde vervolgens dat zijn moeder hem naar Sherwood had gestuurd nadat hij een hoog geplaatst persoon had geslagen. Robin veranderde zijn naam in Scarlet naar de rode kleding die hij droeg toen hij hem voor het eerst zag. Volgens overleveringen zou Scarlet begraven liggen op de begraafplaats van St.Mary's Church in Blidworth.

## In media
- In de serie Robin of Sherwood (1984-86), speelt Ray Winstone de rol van Will Scarlett. Hij is een ex-soldaat die in Frankrijk heeft gediend. Hij is de meest gewelddadige en passieve onder de vrijbuiters van Robin Hood, dit heeft deels te maken door de brute moord op zijn vrouw door Normandische soldaten.
- Christian Slater vertolkt Scarlet in de versie uit 1991. Hij speelt hier een halfbroer van Robin die verstoten is door zijn vader. Om die reden haat hij Robin in eerste instantie maar dat wordt later goedgemaakt.
- In de komedie Robin Hood: Men in Tights, wordt Will neergezet als de beste vriend van Kleine Jan. Zijn volledige naam in de film is Will Scarlet O'Hara en hij vertelt afkomstig te zijn uit Georgia. Hij wordt gespeeld door Matthew Porretta, die toevallig drie jaar later het karakter van Robin Hood in The New Adventures of Robin Hood (1996-1998) speelde.
- Harry Lloyd speelt Scarlet in de BBC-series uit 2006. Hij zet hem neer als een 18-jarige timmerman, hij redt Robin een aantal keer en toont zich kwetsbaar en emotioneel op sommige momenten.
- Scott Grimes speelt Scarlet in de versie uit 2010; hij heeft geen prominente rol maar is een boogschutter in het leger van de koning. Hij blijft bij Robin eenmaal terug in Engeland, maar laat duidelijk merken dat die afkomstig is uit Wales.
- In de serie uit 2013 Once Upon a Time in Wonderland, een spin-off van Once Upon a Time (televisieserie), speelt het personage Will Scarlet (Michael Socha) een hoofdrol; het personage is afgeleid van de Knave of Hearts maar ook van die van Will Scarlet uit de Robin Hood legende.
- Jamie Dornan zal Scarlet vertolken in de film Robin Hood: Origins (2017)[3]